# Joanna Rechnio
Joanna Rechnio – polska reżyserka, scenarzystka oraz producentka filmowa.
Wielokrotna twórczyni teledysków dla polskich artystów, m.in. dla Andrzeja Piasecznego, Agnieszki Chylińskiej czy zespołu Behemoth. Laureatka Nagrody Muzycznej Fryderyk w 2001 roku w kategorii Teledysk roku za reżyserię singla „Niekochana” zespołu O.N.A. oraz dwukrotnie nominowana w 2004 i 2008 roku w dziedzinie Videoklip roku za teledyski do utworów „Freedom” grupy Sistars oraz „Sexi Flexi” Natalii Kukulskiej.

## Teledyski
- 2001: „Niekochana”[2] – O.N.A.
- 2001: „Cisza, ja i czas”[5] – Hey
- 2002: „Sic!”[6] - Hey
- 2002:	"Oj Kot!”[7] - m.in. Maryla Rodowicz, Ryszard Rynkowski i inni.
- 2002: „Baśka”[8] – Wilki
- 2002: „Urke”[8] - Wilki
- 2003: „Nigdy więcej”[9] – Püdelsi
- 2003: „Luźny Yanek”[10] – T.Love
- 2003: „Przyjaciel dobra rzecz”[11] – Alicja Janosz
- 2003: „Wszystko trzeba przeżyć”[12] – Andrzej Piaseczny
- 2004: „Freedom”[3] – Sistars
- 2004: „Zwyczajna dziewczyna”[13] – Iwona Węgrowska z zespołem Abra
- 2004: „Saint Etienne”[14] – Kasia Stankiewicz
- 2004: „Winna”[15] – Chylińska
- 2004: „Niczyja”[16] - Chylińska
- 2004:	"Conquer All”[1] – Behemoth
- 2005:	"Slaves Shall Serve”[1] - Behemoth
- 2005:	"Wiele dróg”[17] – POE (O.S.T.R. i Emade)
- 2008: „Sexi Flexi”[4] – Natalia Kukulska
- 2010:	"Gdybym nie zdążył”[18] - Andrzej Piaseczny

## Filmografia
- „Mówią Bloki, Człowieku” (2000, reżyseria: Joanna Rechnio, produkcja: MTV)
- „Mówią Bloki, Człowieku 2” (2001, reżyseria: Joanna Rechnio, produkcja: MTV)